# مجتمع نابینایان شهید محبی
مجتمع نابینایان شهید محبی مجموعهٔ آموزشی در تهران است که ویژهٔ دانش‌آموزان نابینا، کم‌بینا و معلول بوده و شامل مقاطع ابتدایی، راهنمایی و دبیرستان است. این آموزشگاه پیش‌تر به نام رضا پهلوی بوده است.  

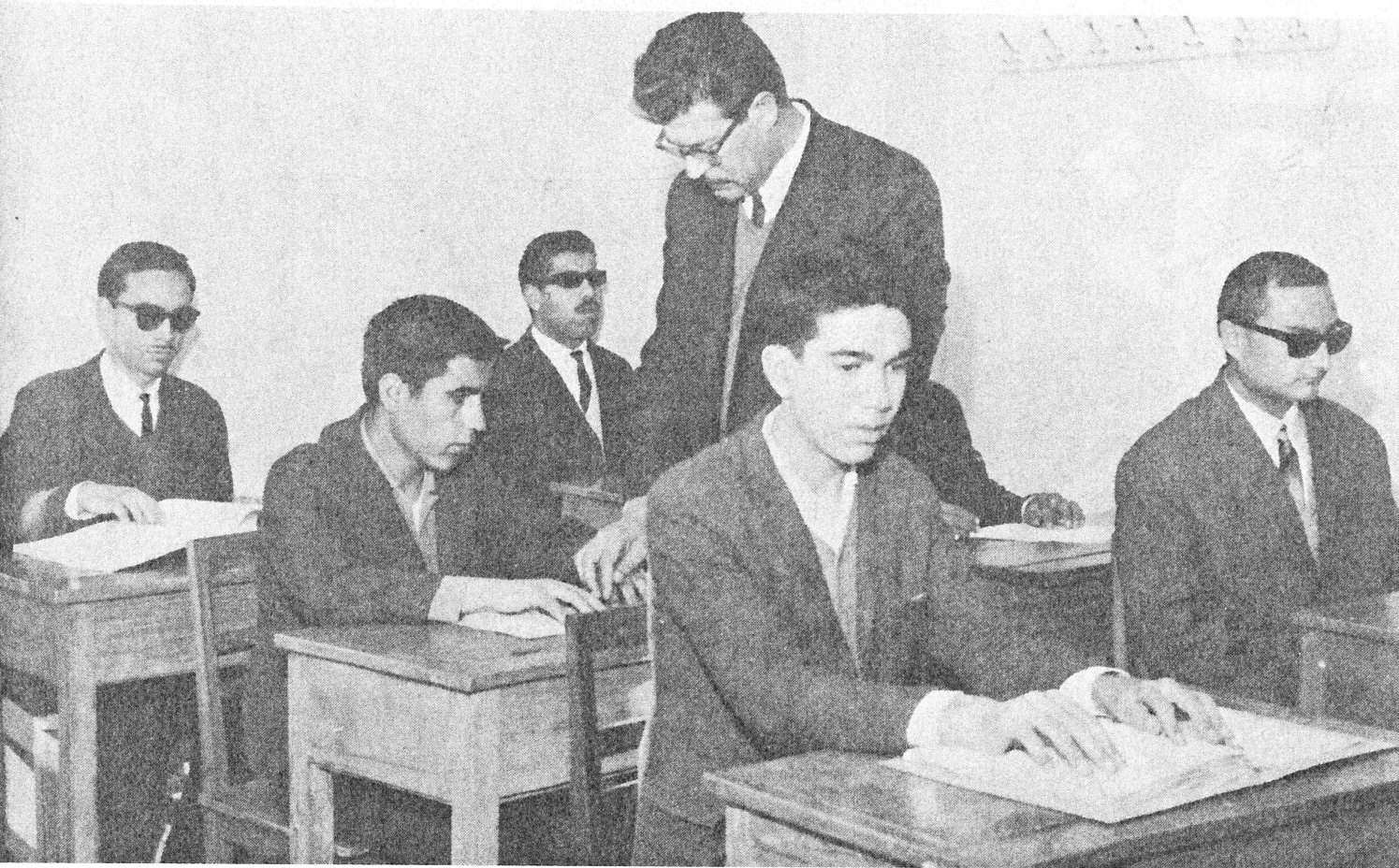
کلاس سوادآموزی آموزشگاه نابینایان رضا پهلوی ۱۳۴۷

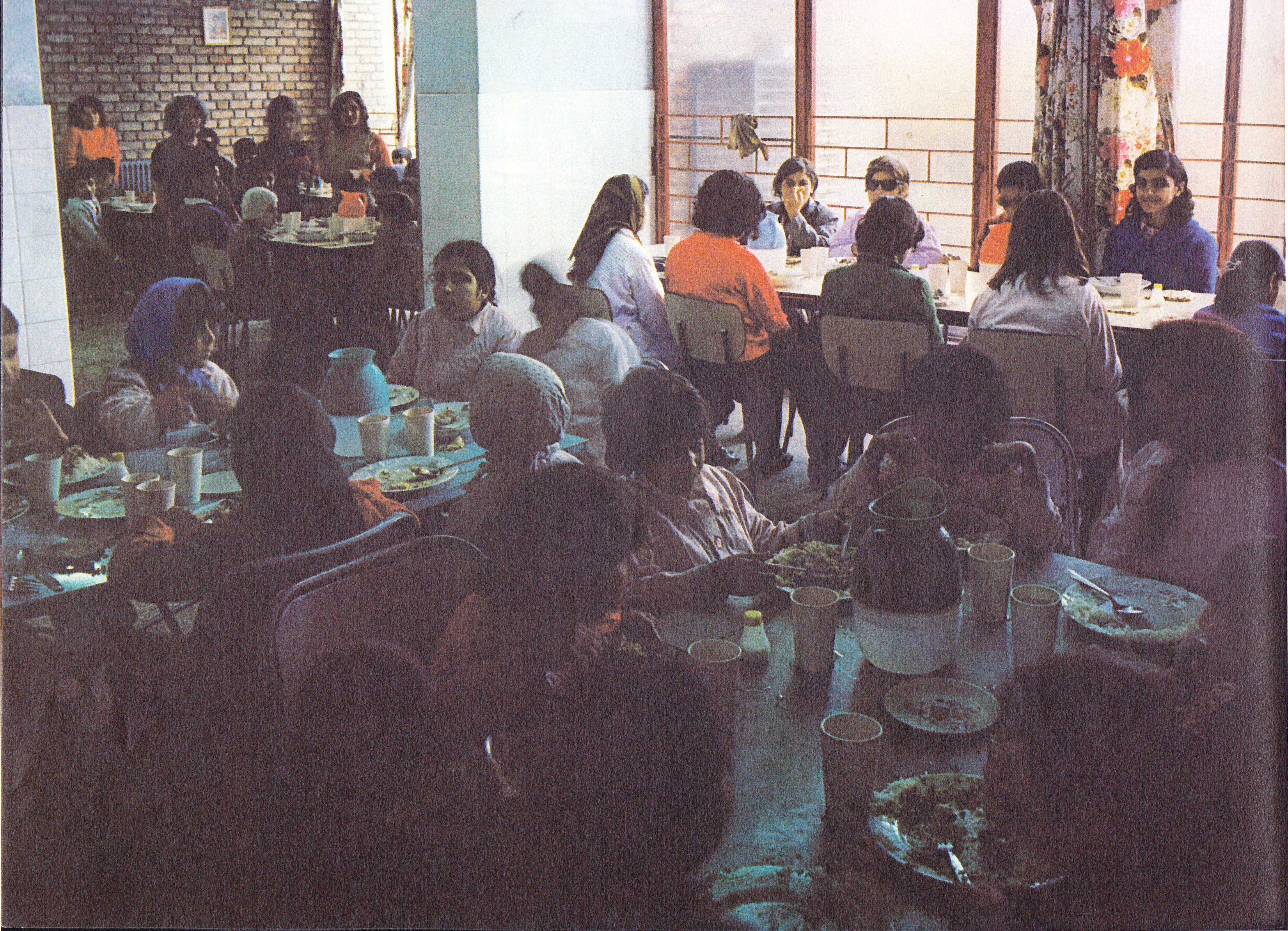
سالن غذاخوری آموزشگاه نابینایان رضا پهلوی ۱۳۴۷

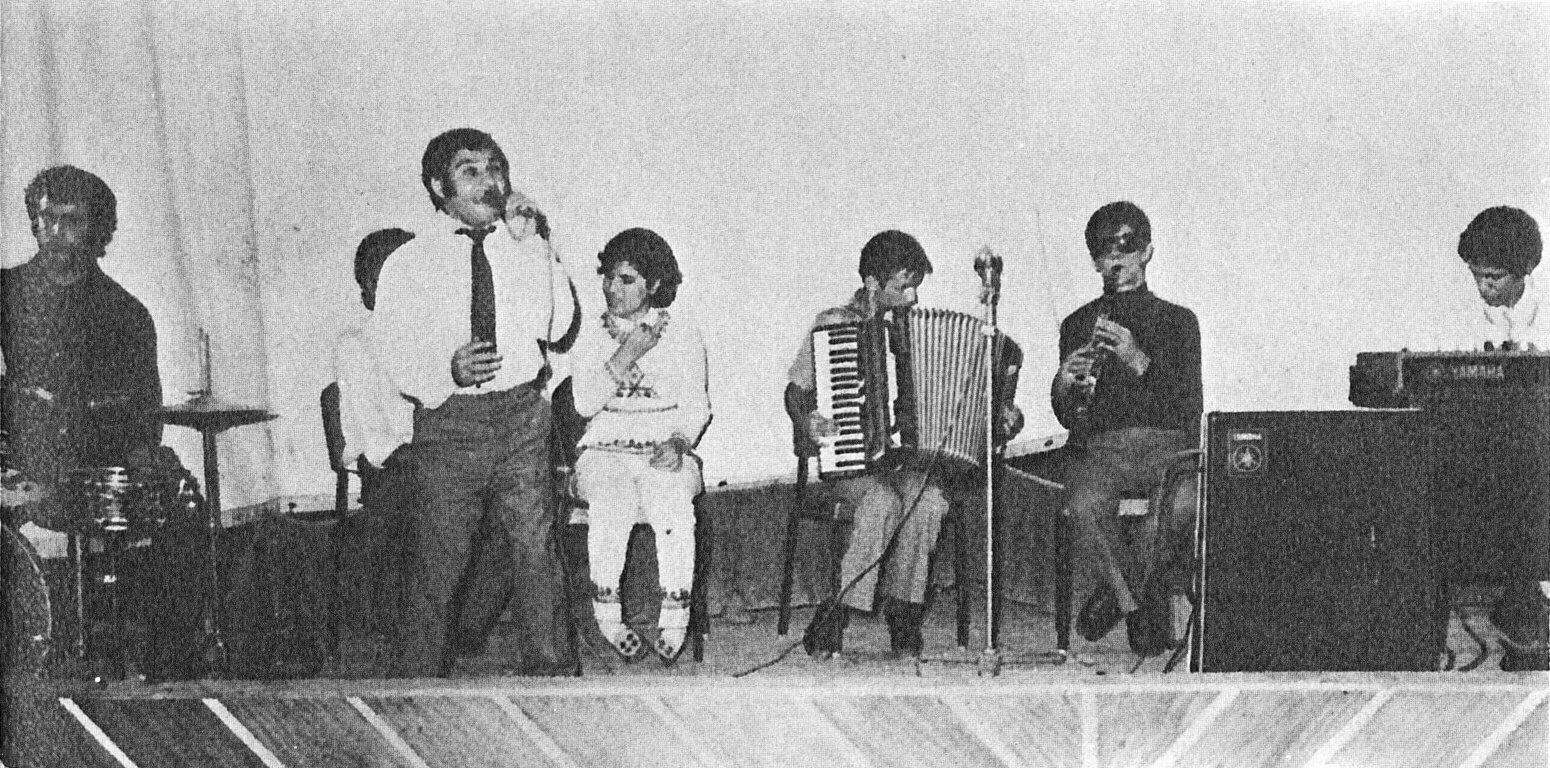
روشندلان آموزشگاه برنامه هنری اجرا می‌کنند. ۱۳۵۰

## تاریخچه
آموزشگاه نابینایان رضاپهلوی در سال ۱۳۴۳ به ریاست  فرح پهلوی گشاده شد.  آموزشگاه زیر سرپرستی هیئت مدیره و مدیر عامل و معاونین اداری و مالی اداره می‌شد و شبانه‌روزی بود. کادر آموزشی آموزشگاه با وزارت آموزش و پرورش همکاری می‌کردند.
تغییر نام
این مدرسه در سال ۱۳۴۳ توسط خانواده مهدوی بنیان‌گذاری شد و نام آن رضا پهلوی بود از مهر ماه ۱۳۵۸ به اسم یکی از دانش آموزان این مدرسه که کشته شد، شهید اسماعیل محبی نام گذاری شد. 
این آموزشگاه با هفتاد دانش‌آموز کار خود را آغاز کرد که در کلاس‌های دبستان و اول دبیرستان پراکنده بودند، بیشتر آنها از استان‌های مختلف کشور به این آموزشگاه معرفی شده بودند و برخی در شبانه‌روزی آموزشگاه زندگی می‌کردند. در سال ۱۳۴۴ پروژه‌ای برای گسترش فعالیت آموزشگاه و پذیرش نابینایان دختر به سازمان داده شد که از تاریخ آذر ماه ۱۳۴۵ به اجرا درآمد و دختران نابینا از سرتا سر کشور در آموزشگاه نابینایان رضا پهلوی پذیرفته شدند و خوابگاه دختران و اداره سرپرستی در آموزشگاه گشوده شد.
دانش آموزانی که دبستان و دبیرستان را به پایان می‌رساندند می‌توانستند در کلاس‌های کوتاه مدت حرفه‌ای شرکت کنند. 
- - کلاس تمرین ماساژ برای دانش آموزان دوره دبیرستان
- - کلاس ماشین‌نویسی برای دانش آموزان دوره دبیرستان
- - کلاس حصیر بافی، توربافی، جاروبافی، زنبیل بافی، کاموابافی، پارچه بافی، برس‌سازی و درودگری و فلزکاری

## امکانات
این مجموعه دارای سه خوابگاه برای نابینایان و معلولینی می‌باشد که از تهران و دیگر نقاط ایران برای تحصیل به تهران می‌آیند. این مجتمع همچنین دارای یک سالن ورزشی نیز می‌باشد که امکانات ورزشی برای ورزش‌های نابینایان و معلولین همچون شوگان نابینایان، گلبال، دو دوار نابینایان را داراست. همین‌طور یک زمین فوتبال، واحد سمعی بصری، درمانگاه، کتابخانه، هنرکده و سایت رایانه نیز در آن موجود می‌باشد. مدیر اسبق این مجموعه خود روزی از دانش آموزانش بوده است.  

## افراد سرشناس این مجتمع
- محسن رمضانی بازیگر ایرانی که در هفدهمین دورهٔ جشنوارهٔ فیلم فجر دیپلم افتخار بازیگر نقش اول مرد را برای بازی در فیلم رنگ خدا به کارگردانی مجید مجیدی دریافت کرد؛ محصل این مجتمع آموزشی بوده و در این مجتمع آموزشی تحصیل کرده‌است.[۶][۷]